# Administration centrale des écoles tibétaines
L'administration centrale des écoles tibétaines est une organisation autonome du gouvernement indien impulsée par le ministère du Développement des ressources humaines. Le but de cette organisation, qui a été créée en 1961, est « d'établir, de gérer et d'assister des écoles en Inde pour encourager l'éducation des enfants tibétains vivant en Inde tout en préservant et en promouvant leur culture et leur héritage. »
En 2008, l'administration opère dans 71 écoles à travers l'Inde, ce qui représente environ 10 000 élèves. Elle compte 554 enseignants et 239 employés non enseignants.Leurs objectifs principaux sont :
- L'établissement de l'administration et de la gestion des écoles centrales pour l'éducation des enfants tibétains
- Le contrôle de l'éducation, de la discipline, de la santé, de l'hygiène et du progrès en général des enfants et du staff des écoles assistées par l'administration centrale
- La construction et la maintenance d'écoles ou d'autres établissements
- L'attribution de bourses, de prêts ou autres aides financières pour aider les enfants des écoles gérées par l'administration
- La publication et la distribution de magazines et de journaux afin de promouvoir les objectifs de l'administration.

Des discussions ont eu lieu entre l'administration tibétaine en exil et le gouvernement indien pour un transfert des écoles tibétaines au département de l'éducation de l'administration tibétaine en exil.